# 安蒂歐獸科
安蒂歐獸科（學名：Anteosauridae）又稱前龍科、前衛龍科、安泰龍科，是獸孔目恐頭獸亞目的一科，是群生存於中二疊紀的大型肉食性恐頭獸類，化石發現於俄羅斯（長蜥獸、巨型獸）與南非（安蒂歐獸）。
牠們的特徵是大型尖狀的門齒與犬齒、匙狀的後犬齒、邊緣往外突起的前上頜骨，所以嘴的前部曲線往上，還有長而結實的下頜。
安蒂歐獸科與更原始的巨形獸科（Brithopodidae）的差別，在於下頜兩側的大型突起物；這大概是用於物種內的打鬥行為。Doliosauriscus與安蒂歐獸的突起物非常明顯，而且這部份的骨頭非常厚且多溝紋。相同的特徵可在草食性的貘頭獸發現，這被推測是這些動物會有以頭互相撞擊的行為。
這些動物是二疊紀中期以前的最大型掠食動物，成年個體的頭骨長達80公分長，遠比麗齒獸類大。

## 分类
- 古合齿兽属 Archaeosyodon
- 小合齿兽属 Microsyodon
- 狭头兽属 Stenocybus
- 安蒂欧兽亚科 Anteosaurinae
  - 中华猎兽属 Sinophoneus
  - 巨型獸屬 Titanophoneus
  - 安蒂歐獸屬 Anteosaurus
  - 長蜥獸屬 Doliosauriscus
- 合齿兽亚科 Anteosaurinae
  - 南方合齒獸屬 Australosyodon
  - 諾托合齒獸屬 Notosyodon
  - 合齒獸屬 Syodon
  - Pampaphoneus

## 外部連結
- Palaeos